# Raffaellino del Garbo
Raffaellino del Garbo, o Raffaello Capponi, o Raffaello dei Carli (Florència, vers 1470 - Florència, 1524) va ser un pintor italià del Renaixement. Els estudiosos han discutit molt sobre el possible desdoblament en dues personalitats, però en l'actualitat no hi ha dubte que es tracta d'un únic pintor.

## Biografia
El seu vertader nom era Raffaello Capponi; del Garbo (de l'Elegància) era un malnom amb el qual es reconeixia l'elegància de les seues primeres obres. Va ser alumne de Filippino Lippi, amb qui va romandre fins a 1490, o fins i tot més temps. Va acompanyar a Filippino a Roma, on va pintar el sostre de la capella de Sant Tomàs d'Aquino a l'església de Santa Maria sopra Minerva.
Entre les seues obres es troben una Resurrecció, originàriament ubicada a l'església del monestir benedictí de Monte Oliveto, ara exposada a la Galeria de l'Acadèmia de Florència. Una altra obra pintada en la seva joventut, la Mare de Déu amb l'Infant, dos sants i dos donants està al monestir de Sant Miquel a San Salvi.
A l'església de San Antonino de Florència va fer uns frescos sobre el tema del miracle de la multiplicació dels pans i els peixos.
Es va casar i va tenir una família nombrosa. La dedicació que li va suposar una família tan gran, finalment va resultar fatal per al treball de Capponi:
| «                         | Aspirava a perfeccionar el seu art i no obstant empitjorava cada dia. Va pintar altres dues taules sota les portes de la sagristia a Santo Spirito, en les que no va assolir la perfecció de les que fins aleshores havia pintat, tant que no semblaven de la mateixa mà. D'aquesta manera va anar oblidant l'art, va continuar pintant taules i quadres, però acceptava qualsevol encàrrec sense importar-li que fóra humil, apressat pel pes d'una família nombrosa que havia de mantenir, fins que les seues obres van fregar el ridícul i l'extravagància. Va morir als cinquanta-vuit anys, malalt i arruïnat | » |
| — Giorgio Vasari, Le Vite | |   |

## Obres

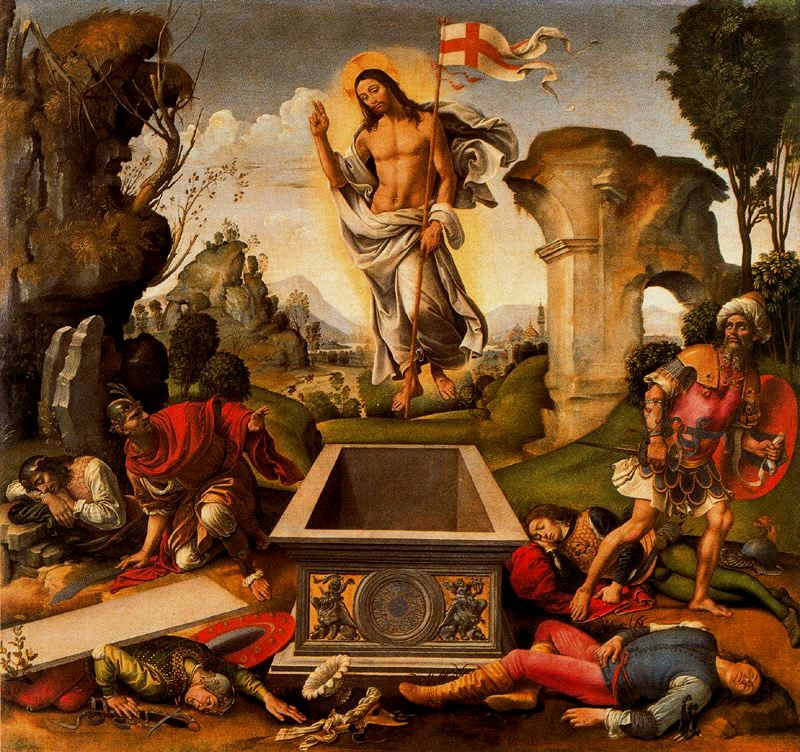
Ressurrecció

- Barcelona, Museu Nacional d'Art de Catalunya, Sant Joan Baptista, c. 1505, tremp sobre taula, del llegat Francesc Cambó
- Florència, Galeria de l'Acadèmia, Resurrecció, oli sobre taula, 1500 - 1505
- Florència, Església de Sant Esperit, Mare de Déu amb l'Infant i sants, situada a la banda esquerra del transsepte
- Florència, Monestir de Sant Miquel, Anunciació, taula
- Florència, Monestir de Sant Miquel, Mare de Déu amb l'Infant, dos sants i dos donants, pintura al tremp sobre fusta, 1500
- Houston, Museu de Belles Arts, Bust de dona jove, pintura al tremp sobre fusta, 1485-1490
- Londres, Royal Collection, Mare de Déu amb l'Infant i sant Joanet, oli sobre taula, c. 1505
- Londres, National Gallery, Mare de Déu i Indant amb dos àngels, pintura al tremp d'ou sobre llenç transferida a taula, 1500 -1510
- Londres, National Gallery, Mare de Déu i Infant entre la Magdalena i santa Caterina d'Alexandria, pintura al tremp d'ou sobre llenç, c. 1510
- Londres, National Gallery, Retrat d'un home, pintura al tremp d'ou i oli sobre fusta, c. 1500
- Milà, Museu Poldi Pezzoli, Mare de Déu amb l'Infant i sant Joanet, taula, c. 1500
- Montaione, Església de san Vivaldo, Mare de Déu en glòria amb sant Francesc, sant Joan, sant Vivald i sant Jeroni, oli sobre taula, 240 cm. x 140 cm., 1490 - 1500
- Múnic, Alte Pinakothek, Pietat
- Nova York, Universitat de Rochester, Mare de Déu amb l'Infant, pintura al tremp sobre taula, c. 1500
- Nova York, Metropolitan Museum of Art, Mare de Déu amb sant Josep i un àngel
- Nova York, Metropolitan Museum of Art, L'àngel de l'Anunciació, dibuix, c. 1500
- San Francisco, Museu de Belles Arts, Mare de Déu entronitzada amb sants i àngels, oli sobre fusta, 1502
- Sao Paulo, Fundaçao Cultural Emma Gordon Klavin, Mare de Déu amb l'Infant, sant Josep i sant Joan Evangelista, tondo, oli sobre fusta, atribuïda
- Washington, National Gallery of Art, Sant Roc entre sant Antoni Abat i santa Caterina d'Alexandria, guaix sobre paper, 1485-1495